# Pueblo manganja
El pueblo manganja, también conocido por manganya, mang'anja o nyanja pertenece al grupo chewa. Habitan un amplio territorio que va desde las tierras circundantes al tramo bajo del río Shire, a ambos lados de la frontera entre Malawi y Mozambique; las provincias del Este y Central de Zambia; en el sur de Tanzania y al norte de Zimbabue. La expansión y fusión del pueblo manganja con otros pueblos de la comunidad chewa mantuvo un crecimiento sostenido a lo largo de los siglos, estimándose actualmente en unos 14.500.000 hablantes chewa. Las comunidades se extienden también por territorios de Suazilandia, y Sudáfrica.

## Origen

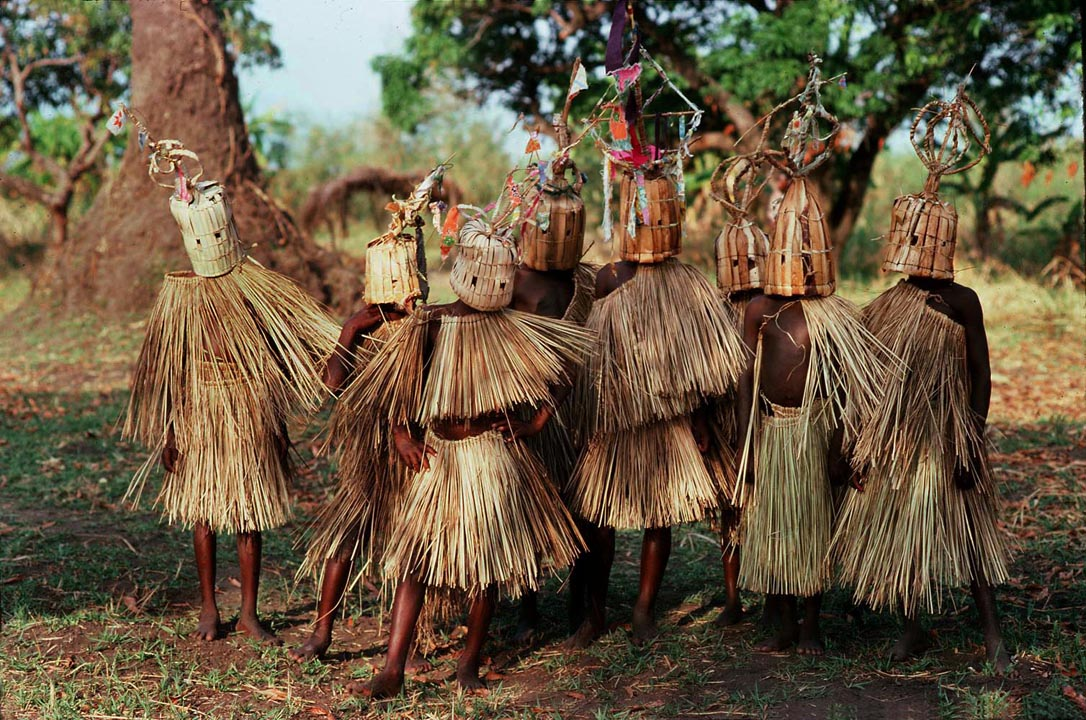
Ritual iniciático en Malaui

Su origen son las regiones centrales de la actual República Democrática del Congo, desde donde migraron entre los siglos XIV y XV.

## Territorio

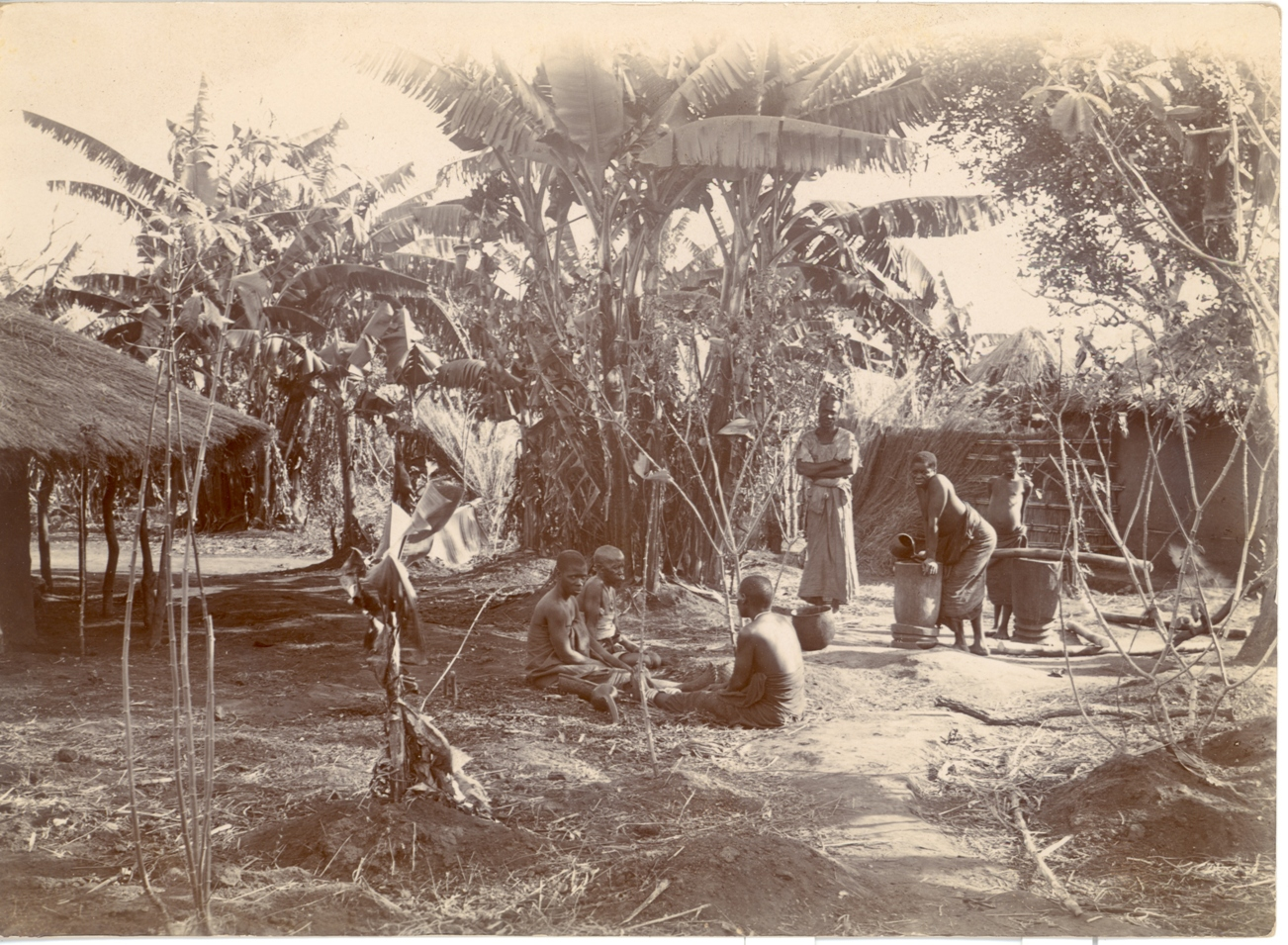
Aldea Zomba, fotografía histórica. Caserío situado entre el lago Malawi y el río Zambeze

Los territorios donde se desarrolló el pueblo manganja estaba limitado al sur por el río Zambeze, al norte por los ríos Songwe y Rovuma, al oeste por el río Luangwa y al este por el Océano Índico. La parte sur era dominio del grupo lingüístico chewa y sus subgrupos, entre los que se encontraban los manganja y los nyanja, ubicados en el extremo sur del lago Malawi. Al oeste del territorio chewa habitaban los nsenga y al este el grupo lingüístico Lolo-Makua-Lomwe, así como los miembros del pueblo yao (waYao). Hoy en día, la región comprende el este de Zambia, la totalidad de Malawi y el norte de Mozambique.

## Historia

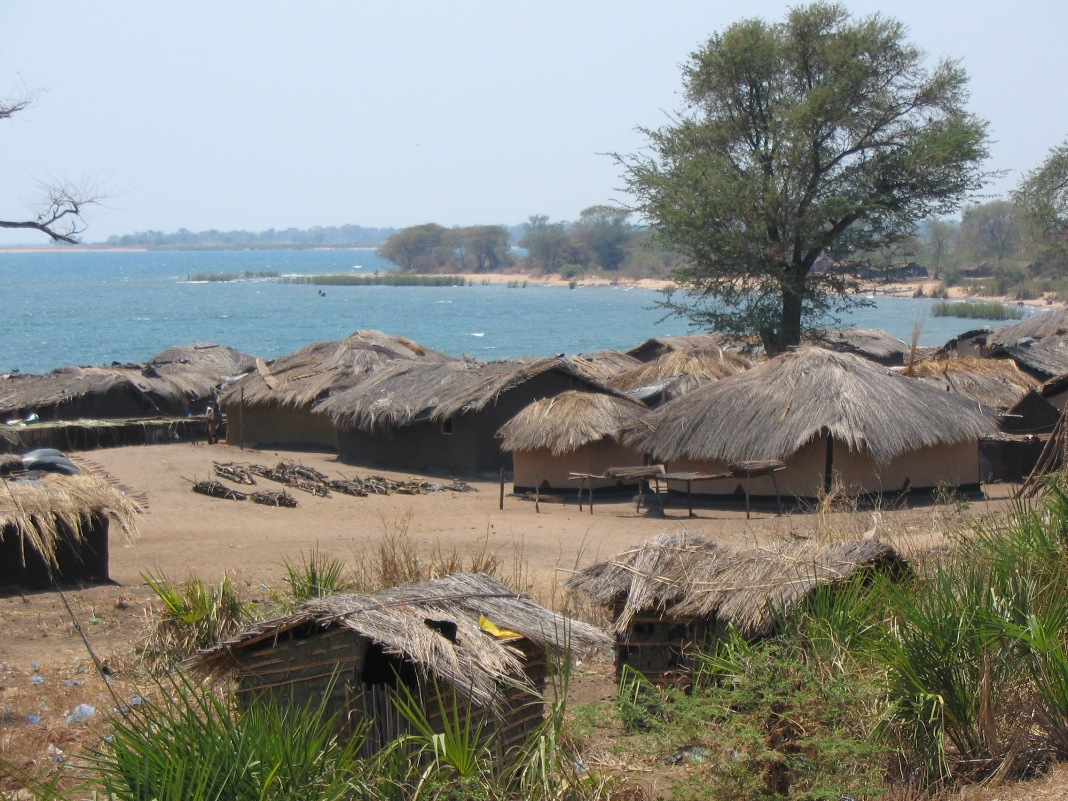
Aldea tradicional de los lagos de Malaui

En el siglo XV la zona de los lagos de Malawi, donde habitaba el pueblo manganja es invadida por los maravi. Durante los siglos XVI y XVII los estados maravi van presionando a los pueblos de la región y poco a poco absorben culturas como a los nsega (oeste), y a los lolo-makua-lomwe al este.
El pueblo manganja quedará bajo la autoridad del reino maravi de los lundu en el siglo XVI. Como súbditos proveerán de sal, herramientas y objetos diversos elaborados por sus herreros y tejidos de algodón (machila), que los lundu utilizarán y comerciarán en esta zona, que se convierte en mercado del tráfico de marfil y esclavos. Durante la vigencia del reino lundu, la religión manganja fue utilizada como elemento de unificación del Estado.
Desde el siglo XVI tuvieron contacto con los portugueses con los cuales desarrollaron un comercio dinámico. En esas fechas, los portugueses se instalaron en el río Zambeze y desde allí comerciaban con los pueblos de la zona. Especialmente les interesaban los productos del pueblo manganja, tejidos de algodón, objetos de hierro, sal y marfil a cambio de productos europeos como telas, perlas, joyería y objetos de cobre. A su vez, los portugueses comerciaban los artículos manganja en otros territorios como Monomotapa, al sur del río Zambeze. La relación con los portugueses también incluyó el trabajo como mano de obra barata en los “prazos”, propiedades en arriendo que otorgaba la Corona portuguesa a sus colonos. Territorios que quedaban bajo la autoridad de los europeos que las gobernaban sustentados en una jurisdicción casi feudal.
Pero en el siglo XVIII vuelve a recrudecer el tráfico esclavista en la zona. Esta vez en manos de los prazeros portugueses. Los objetivos eran los miembros de pueblos pacíficos, que como el manganja eran de tradición agrícola y artesana. Un misionero extranjero denunció que entre 1758 y 1759 las personas esclavizadas preferían morir, suicidarse antes de que los embarcaran. Se habla de “caravanas de esclavos” capturados por los prazeros portugueses en los territorios chewa, nsenga y manganja.
Para las razias los placeros portugueses se valían de los pueblos yao y nguni, especializados en la captura y tráfico de personas. El pueblo manganja sufrió los embates de los traficantes. En su ayuda concurrió el pueblo kololo (macololo) que se había asentado cerca de los manganja tras ser expulsado del territorio Lozi. Para ello, jefaturas de manganjas y kololos fundaron dos pequeños reinos que sustentaron con su agricultura y fortalecieron gracias a su artesanía con el hierro. La venta de herramientas de metal a los pueblos vecinos fue uno de sus principales medios de ingresos.
Se dice que Livingston contrataba a miembros del pueblo kololo como porteadores en sus expediciones científicas. Y se asocia la liberación de una decena de ellos en el territorio manganja, con su integración al mismo. Su reputación como buenos guerreros se veía fortalecida por el porte de armas de fuego de las que Livingston los proveyó antes de marchar.
Desde entonces las aldeas se agruparon en dos reinos cuyos soberanos eran Molokwa y Kasisi. La mayor experiencia militar de los kololo llevó al nombramiento de nuevos jefes de ese pueblo en puntos estratégicos del valle en torno al lago Malawi. Los reinos manganja-kololo terminaron manteniendo relaciones cordiales con el pueblo yao, pero el nguni siguió creando dificultades para ellos. Estos jefes Kololo del valle de Shire conservaron su influencia, a pesar de los violentos asedios de los Nguni, hasta el momento de la partición colonial en la década de 1890.
En 1850 una alianza de miembros de los pueblos manganja, yao y chewa comenzaron a poblar el lago de Niassa y el valle del Shire. Establecieron contactos con el puerto de Ibo en el Océano Índico. Esto permitió que el comercio de la zona logra exportar mejor sus productos, especialmente el marfil.
Mientras tanto la alianza de los reinos kololo-manganja continuaba dominando la zona del Shire, existiendo a la altura de 1870 una estructura de poder que gobernaba este territorio con una división en 6 regiones. Si bien los reinos estuvieron bajo la hegeonía político y militar de los kololo, la base cultural que pervivió en el valle fue la de los manganja.
A partir de 1876 se alternaron manganjas y yaos en el poder, siendo a veces pueblo dominante y otras veces sometido. La relación entre el pueblo yao y el manganja también provocó el aumento de sus poblaciones con la gestación de matrimonios entre miembros de uno y otro grupo. A criterio de algunos investigadores, esta mezcla causó por una parte cierta pérdida de identidad y la dispersión de muchas comunidades.
Entre los años 1893 y 1894 el pueblo manganja se enfrentó a los intentos coloniales del reino de Portugal en Mozambique.
A finales del siglos XIX, los enfrentamientos en Malawi de yaos y manganjas provocó que estos últimos se aliaran con las fuerzas coloniales británicas.

## Apariencia
El explorador británico Livingston describió a los manganja como personas con una enorme masa de cabellos y por su mandíbula poco saliente. Agregó que cuerpos y miembros eran bien conformados y de rostro “agradable con frecuencia”.

## Sociedad
Estudios etnográficos y lingüísticos de la  zona del lago Malawi señalan la presencia entre los siglos XV y XVII de grupos hablantes de un bantú central, que se organizaban a partir de un orden matrilineal y donde los manganja formarían parte de esa tradición.

## Economía

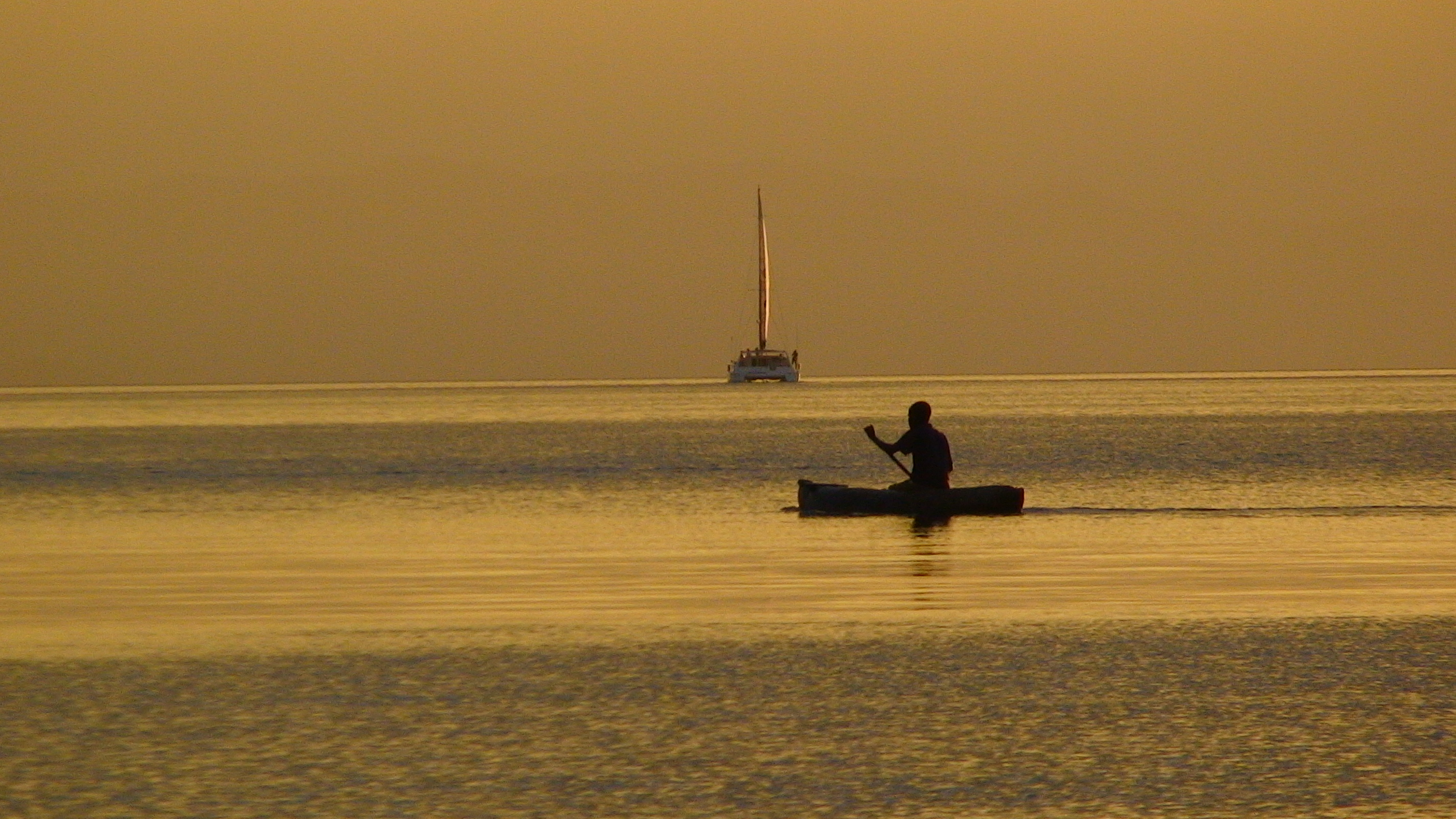
Navegación en el lago Malawi

El pueblo manganja se sostiene en base a una economía mixta. Tienen plantaciones de tabaco, algodón y té, así como ganados para su sustento.

## Religión
La religión tradicional manganja se fundada en el culto Mbona, cuyo santuario principal estaba en Khulubvi, en el valle inferior del río Shire. Su teología comprendía varios elementos que expresaban la indignación del pueblo ante el abuso del poder real y sus prerrogativas. La colonización europea y las misiones evangelizadoras llevaron a un proceso de occidentalización, solidificado por la adopción de la mayoría de las poblaciones chewa del cristianismos como religión mayoritaria.

## Idioma
El idioma chewa se extiende por todo el sudeste africano. Se estima que actualmente tiene más de 14 millones y medio de hablantes, distribuidos en:
Malawi: 10.742.000
Suazilandia: 6.100
Mozambique: 1.354.000
Tanzania: 47.000
Zambia: 1.860.00
Sudáfrica: 47.000
Zimbabue: 439.000